# КӀь
КӀь, кIь – trójznak cyrylicy, używany od 1938 r. w języku abazyńskim. Wykorzystywany jest do oznaczania dźwięku [k'ʲ]. Jego odpowiednikiem w alfabecie łacińskim, wykorzystywanym w latach 1932–1938, był dwuznak Ⱪı.

## Przykład użycia
| Język     | Przykład  | Tłumaczenie |       |
| --------- | --------- | ----------- | ----- |
| abazyński | кIьа́нджьа | łódka       | [ 5 ] |

## Kodowanie
| Forma     | Wygląd | Części składowe | Części składowe | Części składowe |
| --------- | ------ | --------------- | --------------- | --------------- |
| majuskuła | КӀь    | U+041A К        | U+04C0 Ӏ        | U+044C ь        |
| minuskuła | кIь    | U+043A к        | U+04C0 ӏ        | U+044C ь        |